# محمد العربي بلقايد
محمد العربي بلقايد (مواليد عام 1955) هو العمدة السابق لمدينة مراكش. ينتمي إلى حزب العدالة والتنمية وانتخب رئيسا للبلدية في2015، ترك منصبه في عام 2021.

## سيرته
من مواليد 1955 في منطقة زمران بإقليم القلعة السراغنة، نشأ بين قلعة السراغنة ومراكش، عمل في البداية مدرسًا للرياضيات، ثم أصبح مستشارا تربويا في مناطق شيشاوة والحوز ومراكش. انخرط في السياسة في نهاية التسعينيات وكان أحد الأعضاء المؤسسين لحركة التوحيد والإصلاح وحزب العدالة والتنمية. انتخب لأول مرة لمجلس المدينة في2003 وفي2011 انتخب عضوا في مجلس النواب. 
أطاح بفاطمة الزهراء المنصوري من رئاسة بلدية مراكش في عام 2015 بحصوله على 61 صوتًا من أصل 85. خلال فترة ولايته، نظمت مراكش بشكل خاص قمة مؤتمر الأمم المتحدة للتغير المناخي 2016، وحصلت المدينة على أول خط حافلات  خدمة من مستوى عال. في بداية عام 2020، استمع قاضي التحقيق إلى محمد العربي بلقايد ونائبه الأول يونس بن سليمان على هامش تحقيق يتعلق بمنح 50 عقدًا باتفاق متبادل دون منافسة، وذلك في إطار تنظيم COP22.